# Glorieta (Nuevo México)
Glorieta es un lugar designado por el censo ubicado en el condado de Santa Fe en el estado estadounidense de Nuevo México. En el Censo de 2010 tenía una población de 430 habitantes y una densidad poblacional de 21,71 personas por km².

## Geografía
Glorieta se encuentra ubicado en las coordenadas 35°35′2″N 105°45′46″O / 35.58389, -105.76278. Según la Oficina del Censo de los Estados Unidos, Glorieta tiene una superficie total de 19.81 km², de la cual 19.81 km² corresponden a tierra firme y (0%) 0 km² es agua.

## Demografía
Según el censo de 2010, había 430 personas residiendo en Glorieta. La densidad de población era de 21,71 hab./km². De los 430 habitantes, Glorieta estaba compuesto por el 79.3% blancos, el 0.47% eran afroamericanos, el 1.86% eran amerindios, el 0% eran asiáticos, el 0% eran isleños del Pacífico, el 13.26% eran de otras razas y el 5.12% pertenecían a dos o más razas. Del total de la población el 47.44% eran hispanos o latinos de cualquier raza.